# Gigliolella
Gigliolella is een geslacht van kreeftachtigen uit de klasse van de Ichthyostraca.

## Soort
- Gigliolella brumpti (Giglioli, 1922)